# 武藏高萩站

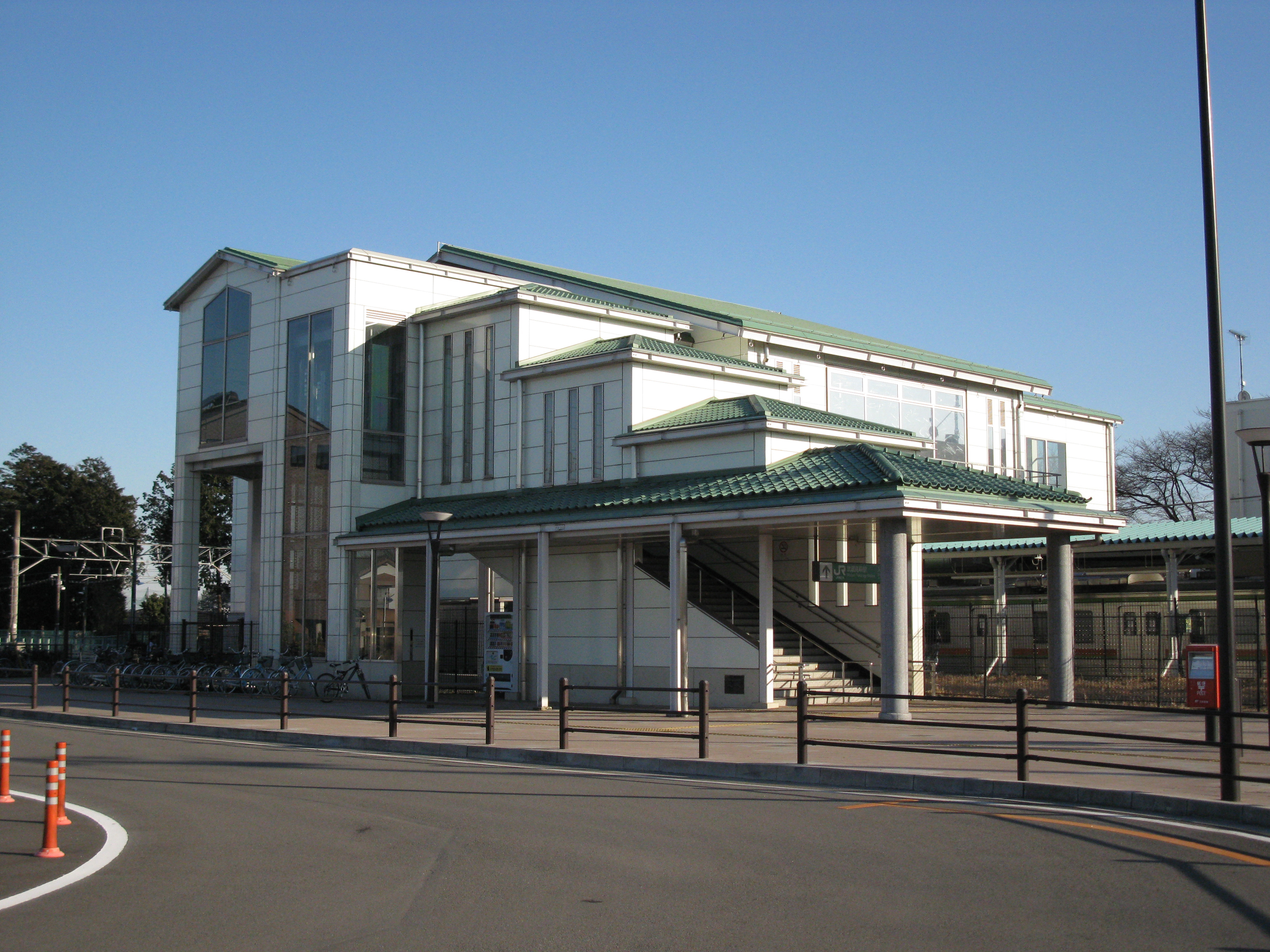
車站北口

武藏高萩站（日语：／ Musashi-takahagi eki */?）是一個位於埼玉縣日高市大字高萩，屬於東日本旅客鐵道（JR東日本）川越線的鐵路車站。

## 車站構造

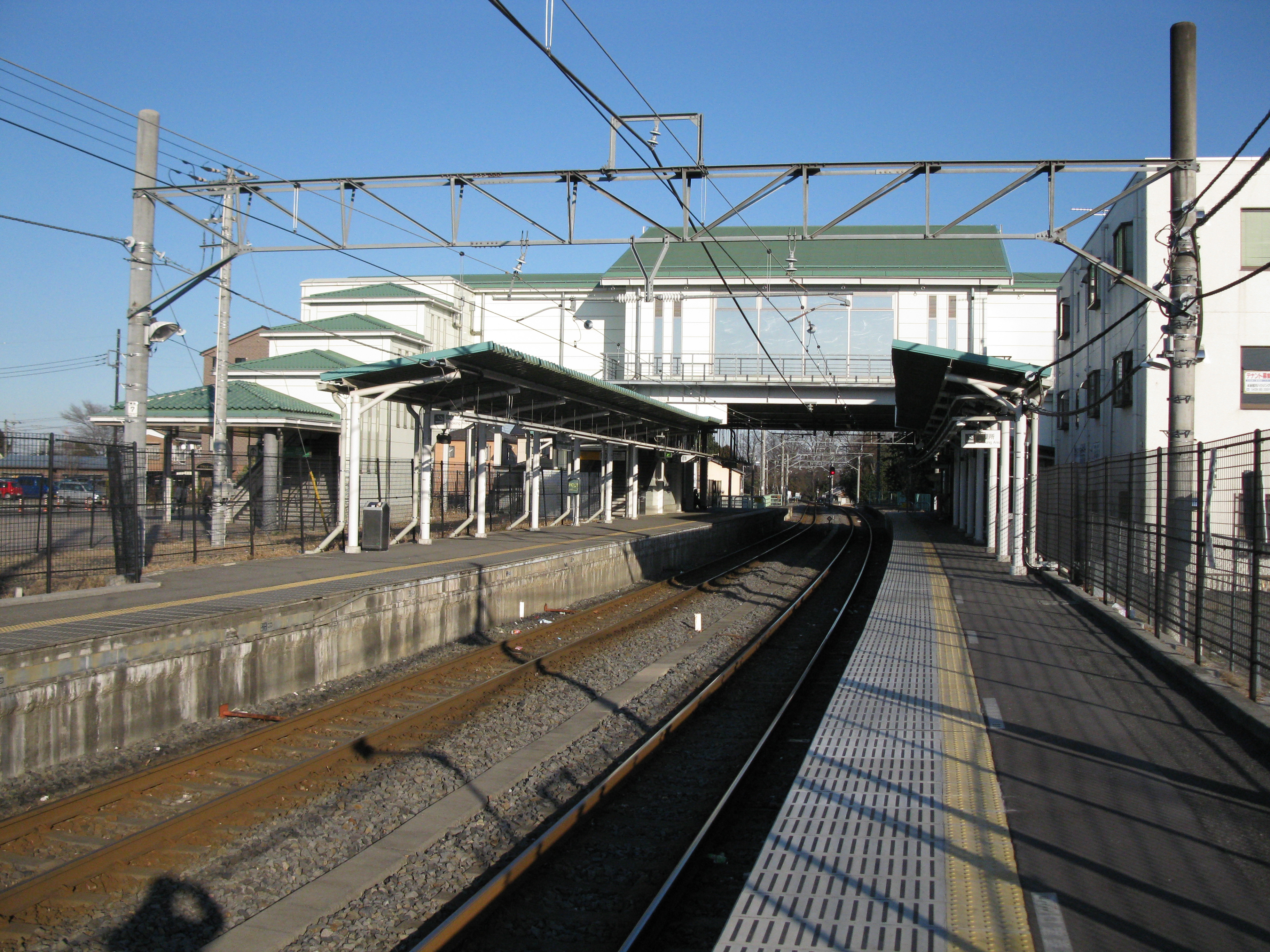
車站月台

本站是一個地面車站，月台為對向式月台2面2線設計，容許列車交會。車站站房是跨站式站房，於2005年啟用，設於月台正上方。站內設有自動售票機，但不設自動剪票機，只有簡易Suica讀卡器，其他車票則由站員處理。車站於南北兩端地面設有出口。這兩個出口均有暱稱，分別為「櫻口」（南口）和「朝日口」（北口）。
原站房是一地面站房，屋頂以青瓦建造，與本站一同於1940年啟用。由於當時天皇（昭和天皇）會乘列車到本站出席本站附近的大日本帝國陸軍航空士官學校的畢業典禮，因此原站房設有貴賓室及地下防空洞等設施。這些建築均已於2002年開始改建站房時被拆毀。

### 月台配置
| 月台 | 路線          | 目的地                             |
| ---- | ------------- | ---------------------------------- |
| 1    | ■川越、八高線 | 高麗川、八王子、高崎方向           |
| 2    | ■川越、埼京線 | 川越、大宮、池袋、新宿、臨海線方向 |

（來源：JR東日本:車站構內圖 （页面存档备份，存于））

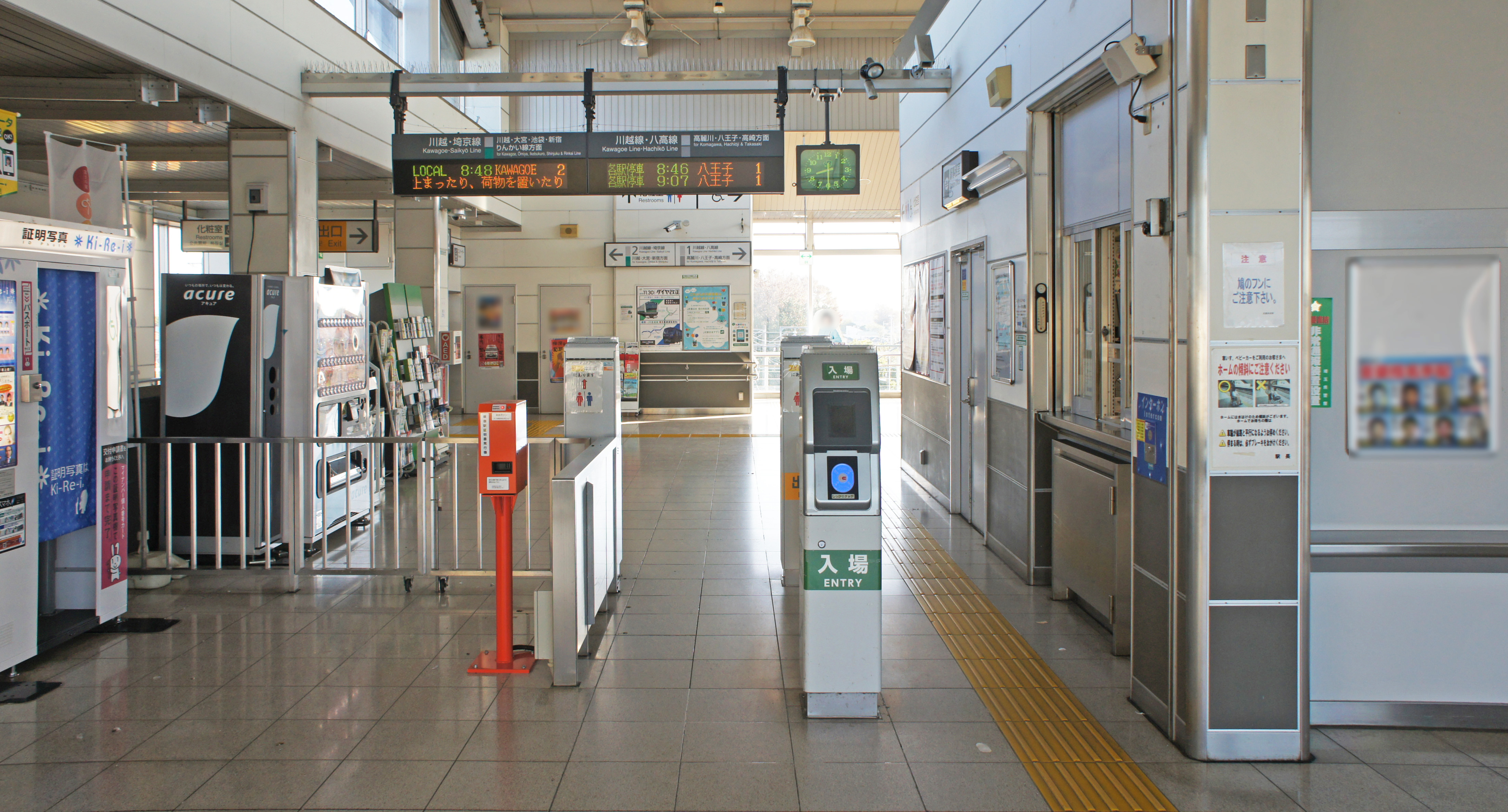
閘口（2019年11月）
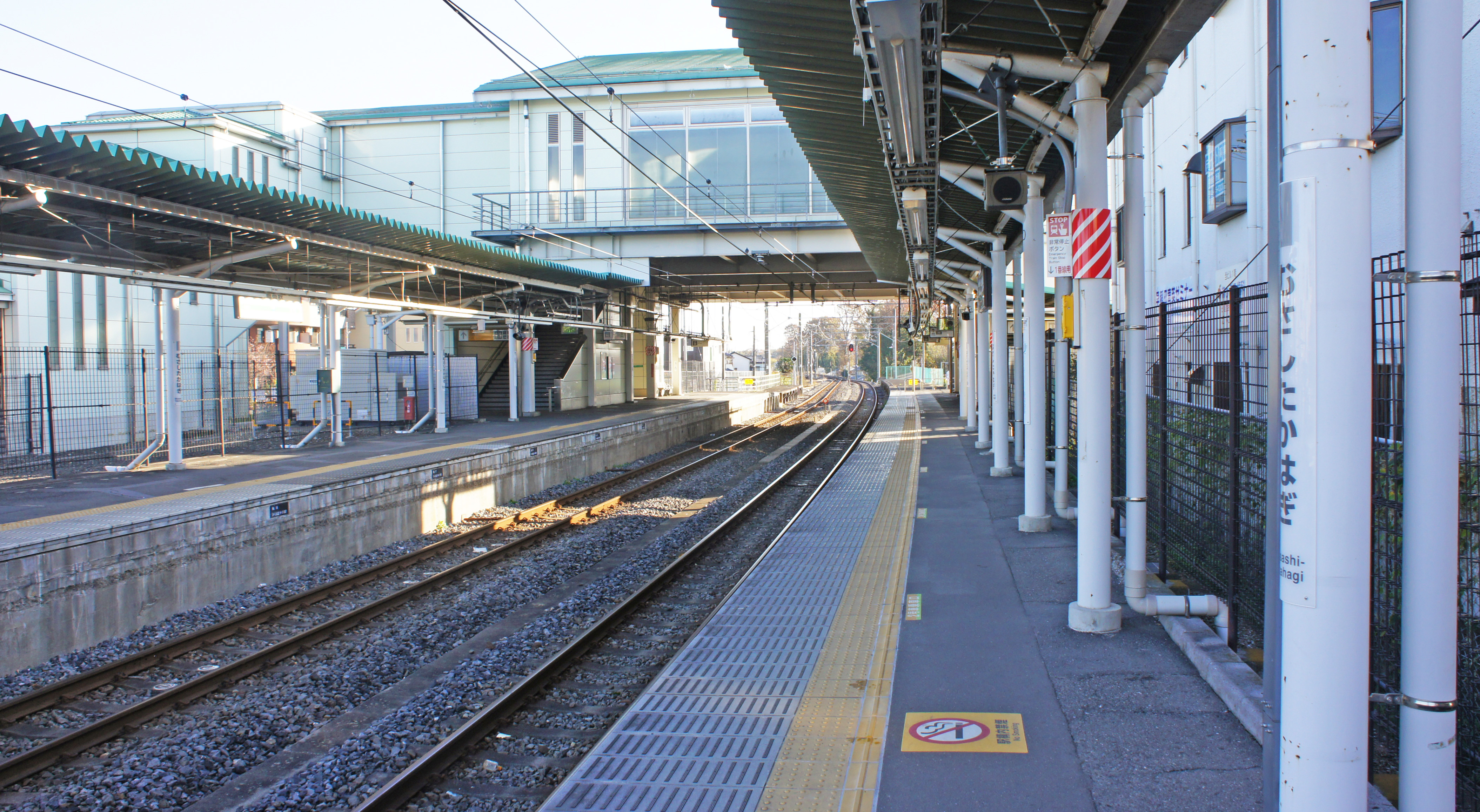
月台（2019年11月）

## 使用情況
2019年（令和元年）的1日平均上車人次為3,442人。
近年1日平均上車人次如下表。
| 年度               | 1日平均 上車人次 | 來源     |
| ------------------ | ---------------- | -------- |
| 1990年（平成02年） | 2,941            |          |
| 1991年（平成03年） | 3,197            |          |
| 1992年（平成04年） | 3,253            |          |
| 1993年（平成05年） | 3,341            |          |
| 1994年（平成06年） | 3,346            |          |
| 1995年（平成07年） | 3,281            |          |
| 1996年（平成08年） | 3,286            |          |
| 1997年（平成09年） | 3,213            |          |
| 1998年（平成10年） | 3,070            |          |
| 1999年（平成11年） | 3,151            | [ * 1 ]  |
| 2000年（平成12年） | 3,095            | [ * 2 ]  |
| 2001年（平成13年） | 3,083            | [ * 3 ]  |
| 2002年（平成14年） | 3,016            | [ * 4 ]  |
| 2003年（平成15年） | 2,966            | [ * 5 ]  |
| 2004年（平成16年） | 2,860            | [ * 6 ]  |
| 2005年（平成17年） | 2,889            | [ * 7 ]  |
| 2006年（平成18年） | 3,047            | [ * 8 ]  |
| 2007年（平成19年） | 3,224            | [ * 9 ]  |
| 2008年（平成20年） | 3,284            | [ * 10 ] |
| 2009年（平成21年） | 3,204            | [ * 11 ] |
| 2010年（平成22年） | 3,183            | [ * 12 ] |
| 2011年（平成23年） | 3,079            | [ * 13 ] |
| 2012年（平成24年） | 3,175            | [ * 14 ] |
| 2013年（平成25年） | 3,272            | [ * 15 ] |
| 2014年（平成26年） | 3,265            | [ * 16 ] |
| 2015年（平成27年） | 3,275            | [ * 17 ] |
| 2016年（平成28年） | 3,279            | [ * 18 ] |
| 2017年（平成29年） | 3,301            | [ * 19 ] |
| 2018年（平成30年） | 3,376            | [ * 20 ] |
| 2019年（令和元年） | 3,442            |          |

## 历史
- 1940年（昭和15年）7月22日－本站開業。站名源自所屬行政區劃（埼玉縣入間郡高萩村），但為了與較早開業的常磐線高萩站（茨城縣高萩市）識別，站名加入地區所屬的令制國名「武藏」。
- 1987年（昭和62年）4月1日－國鐵分割民營化，本站由JR東日本接手管理。
- 2001年（平成13年）11月18日－智能卡系統Suica正式投入服務。
- 2002年（平成14年）5月11日－13日－在改建站房前開放貴賓室予公眾參觀。
- 2005年（平成17年）2月20日－新站房啟用。

## 相鄰車站
東日本旅客鐵道（JR東日本）
■川越線
笠幡－武藏高萩－高麗川

### 使用情況
1. ↑  埼玉県統計年鑑 （页面存档备份，存于） - 埼玉県
2. ↑  統計ひだか （页面存档备份，存于） - 日高市

JR東日本2000年度以後上車人次
1. ↑  各駅の乗車人員（2000年度） （页面存档备份，存于） - JR東日本
2. ↑  各駅の乗車人員（2001年度） （页面存档备份，存于） - JR東日本
3. ↑  各駅の乗車人員（2002年度） （页面存档备份，存于） - JR東日本
4. ↑  各駅の乗車人員（2003年度） （页面存档备份，存于） - JR東日本
5. ↑  各駅の乗車人員（2004年度） （页面存档备份，存于） - JR東日本
6. ↑  各駅の乗車人員（2005年度） （页面存档备份，存于） - JR東日本
7. ↑  各駅の乗車人員（2006年度） （页面存档备份，存于） - JR東日本
8. ↑  各駅の乗車人員（2007年度） （页面存档备份，存于） - JR東日本
9. ↑  各駅の乗車人員（2008年度） （页面存档备份，存于） - JR東日本
10. ↑  各駅の乗車人員（2009年度） （页面存档备份，存于） - JR東日本
11. ↑  各駅の乗車人員（2010年度） （页面存档备份，存于） - JR東日本
12. ↑  各駅の乗車人員（2011年度） （页面存档备份，存于） - JR東日本
13. ↑  各駅の乗車人員（2012年度） （页面存档备份，存于） - JR東日本
14. ↑  各駅の乗車人員（2013年度） （页面存档备份，存于） - JR東日本
15. ↑  各駅の乗車人員（2014年度） （页面存档备份，存于） - JR東日本
16. ↑  各駅の乗車人員（2015年度） （页面存档备份，存于） - JR東日本
17. ↑  各駅の乗車人員（2016年度） （页面存档备份，存于） - JR東日本
18. ↑  各駅の乗車人員（2017年度） （页面存档备份，存于） - JR東日本
19. ↑  各駅の乗車人員（2018年度） （页面存档备份，存于） - JR東日本
20. ↑  各駅の乗車人員（2019年度） （页面存档备份，存于） - JR東日本

埼玉縣統計年鑑
1. ↑  .   [2020-07-31]. （原始内容存档于2020-02-02）.
2. ↑  .   [2020-07-31]. （原始内容存档于2020-02-02）.
3. ↑  .   [2020-07-31]. （原始内容存档于2020-02-02）.
4. ↑  .   [2020-07-31]. （原始内容存档于2020-02-02）.
5. ↑  .   [2020-07-31]. （原始内容存档于2020-02-02）.
6. ↑  .   [2020-07-31]. （原始内容存档于2020-02-02）.
7. ↑  .   [2020-07-31]. （原始内容存档于2020-02-02）.
8. ↑  .   [2020-07-31]. （原始内容存档于2020-02-02）.
9. ↑  .   [2020-07-31]. （原始内容存档于2020-02-02）.
10. ↑  .   [2020-07-31]. （原始内容存档于2020-02-02）.
11. ↑  .   [2020-07-31]. （原始内容存档于2020-02-02）.
12. ↑  .   [2020-07-31]. （原始内容存档于2020-02-02）.
13. ↑  .   [2020-07-31]. （原始内容存档于2020-02-02）.
14. ↑  .   [2020-07-31]. （原始内容存档于2020-02-02）.
15. ↑  .   [2020-07-31]. （原始内容存档于2020-02-02）.
16. ↑  .   [2020-07-31]. （原始内容存档于2020-02-02）.
17. ↑  .   [2020-07-31]. （原始内容存档于2020-02-02）.
18. ↑  .   [2020-07-31]. （原始内容存档于2020-02-02）.
19. ↑  .   [2020-07-31]. （原始内容存档于2020-02-02）.
20. ↑  .   [2020-07-31]. （原始内容存档于2020-03-18）.

## 外部連結
- 車站資訊（武蔵高萩）：東日本旅客鐵道

35°54′6.3504″N 139°22′17.2236″E / 35.901764000°N 139.371451000°E